# Zonhoven
Zonhoven è un comune belga di 20 060 abitanti, situato nella provincia fiamminga del Limburgo belga.